# Liste der Kulturdenkmäler in Breidenstein
Die folgende Liste enthält Kulturdenkmäler in Biedenkopf-Breidenstein im Landkreis Marburg-Biedenkopf, Hessen.
| Bild            | Bezeichnung          | Lage                                                | Beschreibung | Bauzeit   | Daten |
| --------------- | -------------------- | --------------------------------------------------- | --- | --------- | ----- |
| weitere Bilder  | Ehem. ev. Kapelle    | Unmittelbar vor der Burg- und Schlossanlage Lage    | Bau mit Fachwerk im Obergeschoss, Satteldach mit Haubendachreiter an der Ostseite abgewalmt. Mittlerweile profanierte Kapelle; erbaut 1592. 1789–92 durchgreifend erneuert, 1982 zum Wohnhaus umgebaut. | 1592      |       |
| weitere Bilder  | Schloss Breidenstein | Schloßstraße 12 Lage                                | Burg- und Schlossanlage; Sitz der Herren von Breidenbach zu Breidenstein und Stückelberg von Breidenbach. Neues Schloss (1909/10 erbaut), Unteres Schloss (auf mittelalterlichem Fundament 1712–1714 erbaut), ehemalige Vorburg mit weiteren Wohn- und Wirtschaftsgebäuden aus Fachwerk (18.–20. Jh.), ehemalige Gartenanlage (Mitte 18. Jh.) | 1712–1714 |       |
| Bild gesucht BW | Brunnentrog          | Schloßstraße, vor der Abzweigung Roßbacher Weg Lage | Brunnentrog (auch Komp genannt) aus Gusseisen von 1846 | 1846      |       |